# Église Saint-André d'Esley
Pour les articles homonymes, voir Église Saint-André et Saint-André.
L'église paroissiale est située sur la commune française d'Esley située dans le département des Vosges, en région Grand Est.
Elle est dédiée à saint André, et était au diocèse de Saint-Dié, doyenné d'Escles.

## Histoire et description
La crypte, du XIIe siècle, construite sous le chœur de l’église est classée au titre des monuments historiques par arrêté du 1er avril 1910. Elle a conservé ses anciens autels, dont l’autel central, un massif de maçonnerie, décoré de colonnettes rustiques, un Martyrium (architecture), ainsi que des statues polychromes de la Vierge et de saint André.

Crypte.
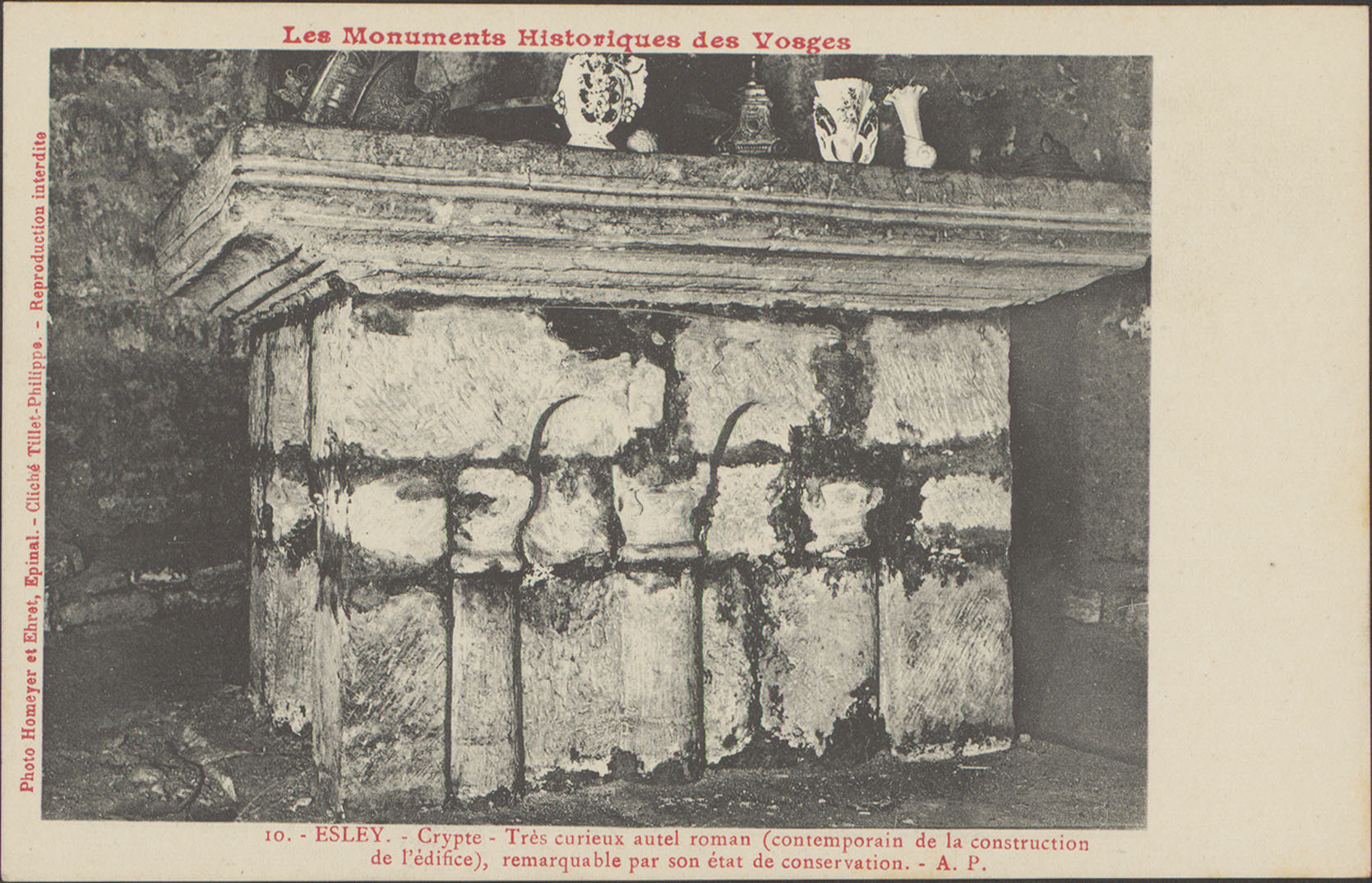
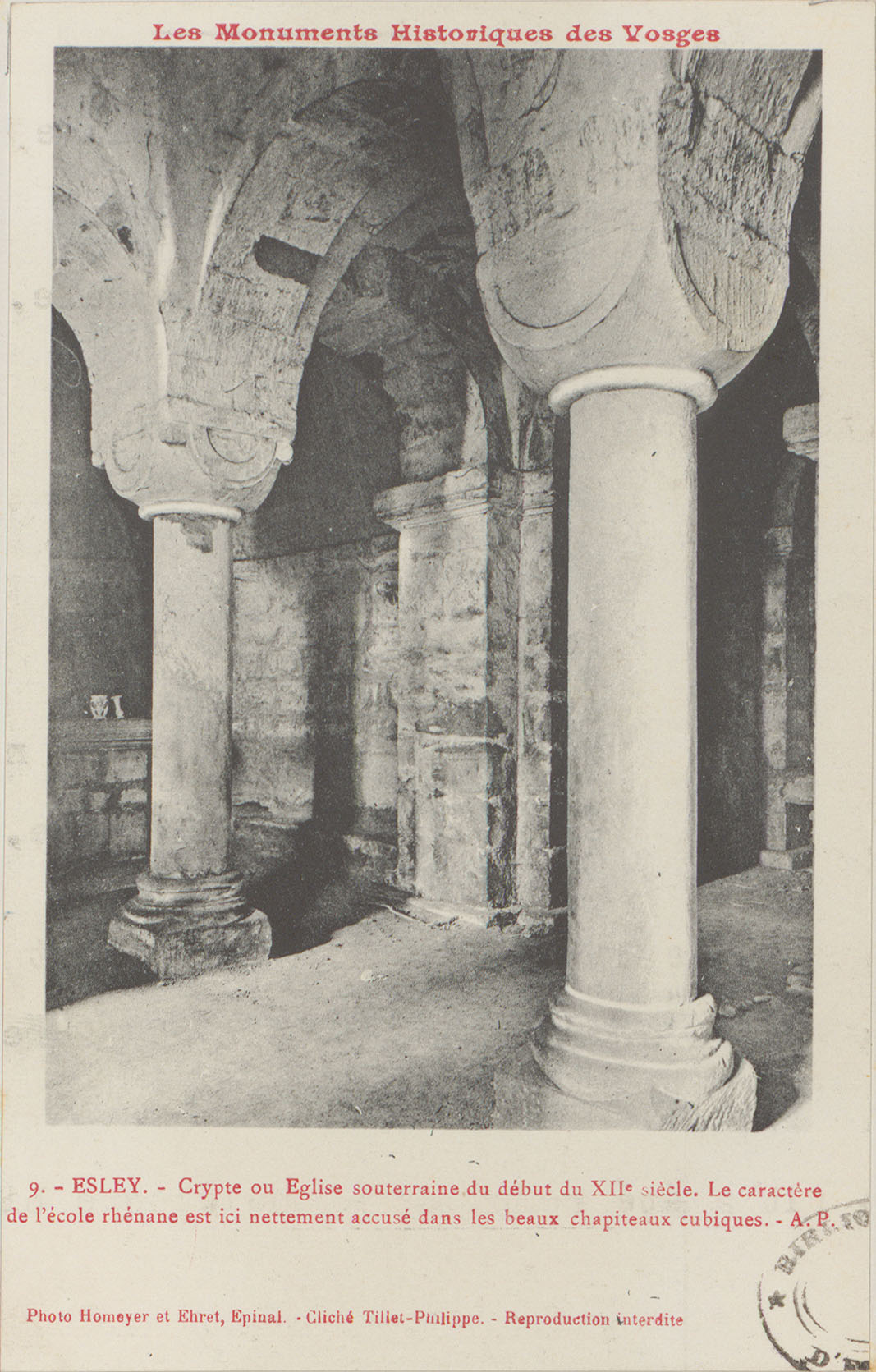